# 土師御陵古墳

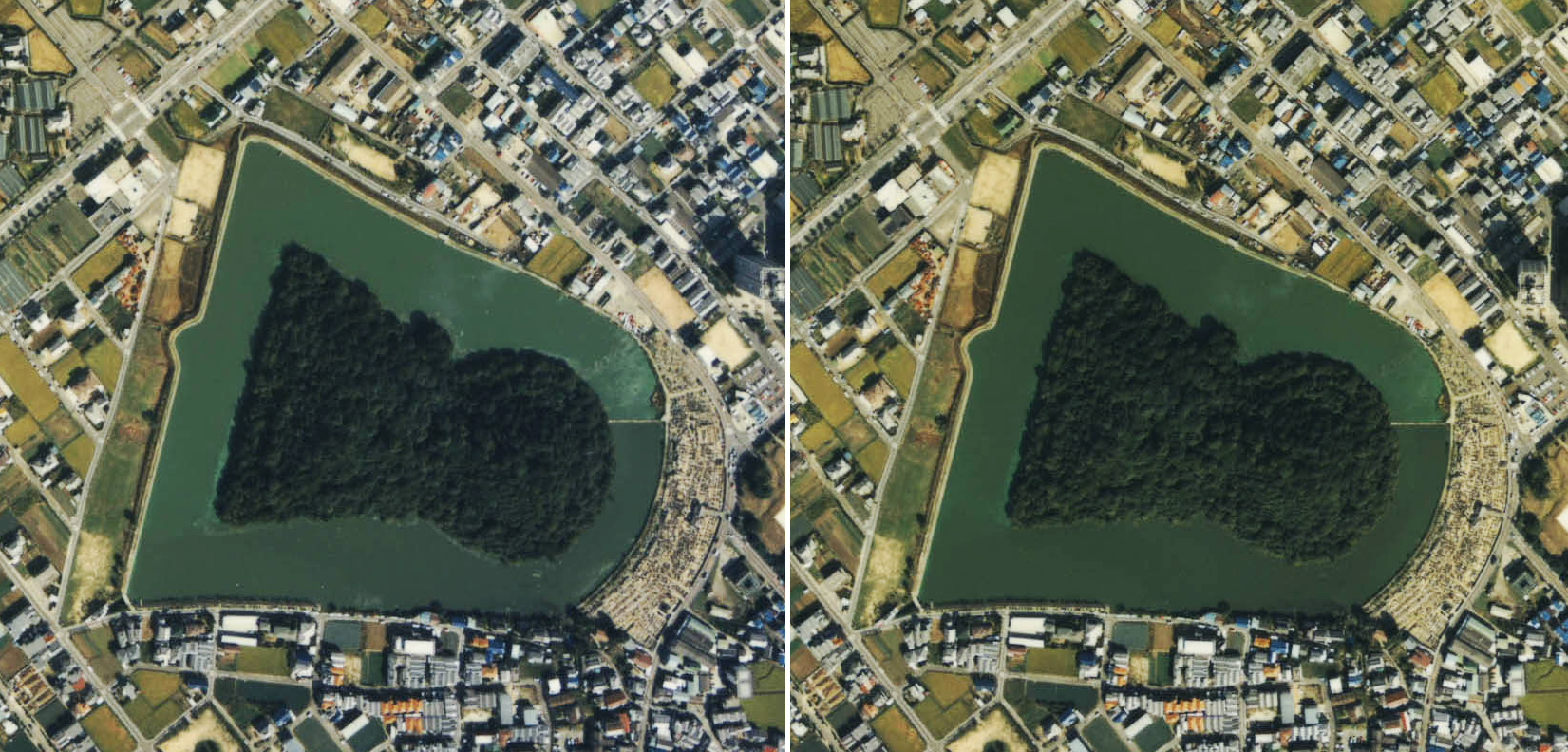
國土交通省的土師御陵古墳航拍圖

土師御陵古墳（日语：／ Hazenisanzaikofun）是位於日本大阪府堺市北區百舌鳥西之町的一座前方後圓墳，屬於百舌鳥古墳群。雖然實際入葬者不明，但是古墳經宮內廳指定為第18代反正天皇空墓的陵墓參考地，稱為東百舌鳥陵墓參考地，而周濠則是堺市指定史跡。古墳規模為日本全國第7大。

## 概要
古墳位處於百舌鳥古墳群的東南部，日語原名中的源於，指御陵，現在由宮內廳管理。
古墳是前方後圓墳，前方部分朝西，墳丘為3層，長290米，左右均建有造出。2012年，在墳丘裾部處的修護河邊工程期間的調查中，發現現墳丘邊緣外5米的濠底處原來的裾部，因此原本墳丘可能長300米以上，為日本全國第7大規模。
墳丘周圍現在由一重的周濠所包圍，但是雙重周濠的一部分也確認曾經存在。這個周濠曾經架上木橋，其橋腳柱穴闊約12米，長45米以上，是古墳時代規模最大的，但是只維持了很短時間便拆毀，因此推測是下葬用，臨時搭建的橋。
與古墳同屬百舌鳥古墳群的田出井山古墳雖然經宮內廳指定為反正天皇陵，但是規模相對較小，因此有說法認為土師御陵古墳才是反正天皇陵。古墳推測建於5世紀後半，在百舌鳥古墳群的一眾大型古墳中年代最新。
陪葬墓流傳有三座以上，但是現存的只有大阪府立大學中百舌鳥校區（大阪府堺市中區學園町）範圍內的聖塚。

## 規模
古墳規模如下。
- 古墳全域（包含外濠）
  - 東西約485米
  - 南北約490米
- 墳丘長：約290米（推定復原為300米以上[1]）
- 後圓部分直徑：約156米
- 前方部分闊：約224米

## 文物

### 堺市指定文物
- 史跡
  - 御陵古墳周濠，2016年4月11日指定[5]。

## 外部連結
- ニサンザイ古墳（页面存档备份，存于）